# La Casa dels Gats

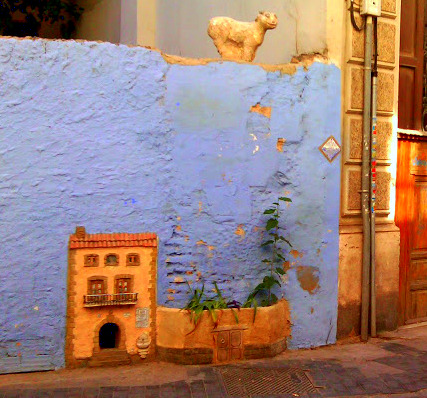
Casa dels Gats al barri del Carme, València

La casa dels Gats o la Gatera del barri del Carme és una curiosa casa en miniatura que serveix d'habitatge als gats del popular barri del Carme, situada a la ciutat de València. La seua autoria correspon a l'artesà i escultor Alfonso Yuste Navarro, que l'any 2003 va esculpir la façana de la casa; no obstant això, es coneix que els felins ja ocupaven el solar contigu a l'obra de l'escultor des de l'any 1904.

## Detalls de l'obra

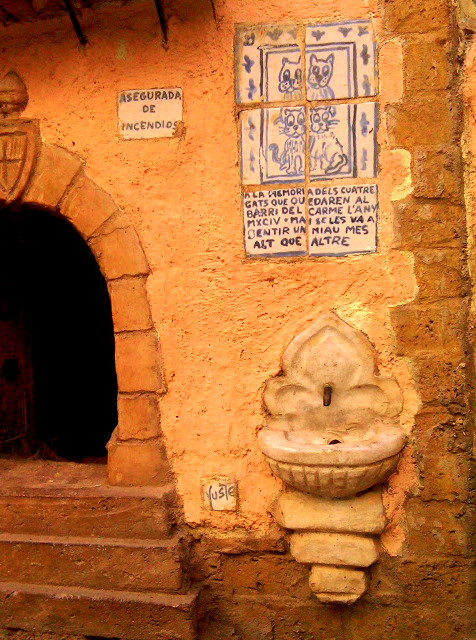
Font de la casa dels Gats

L'escultura està composta per una façana de tres altures juntament amb una jardinera, que produeix l'efecte visual d'un balcó o pati. L'obra està totalment detallada: la porta amb el seu escut heràldic, les finestres (una d'elles mostra la fotografia de Charles Chaplin), les escales, la font, la teulada, un panell d'"assegurada d'incendis"... però el que més crida l'atenció és la inscripció situada a la part superior de la font. Concretament, aquest habitatge felí té el número 9 del carrer del Museu, que uneix la plaça del Carme amb l'antiga plaça de Na Jordana.
La porta d'entrada d'aquesta caseta és practicable, i pel seu buit entren i surten còmodament els gats que, pel que sembla, viuen al solar adjacent. Aquesta petita obra d'art no és, doncs, una altra cosa que una gatera de luxe per als felins de la barriada.

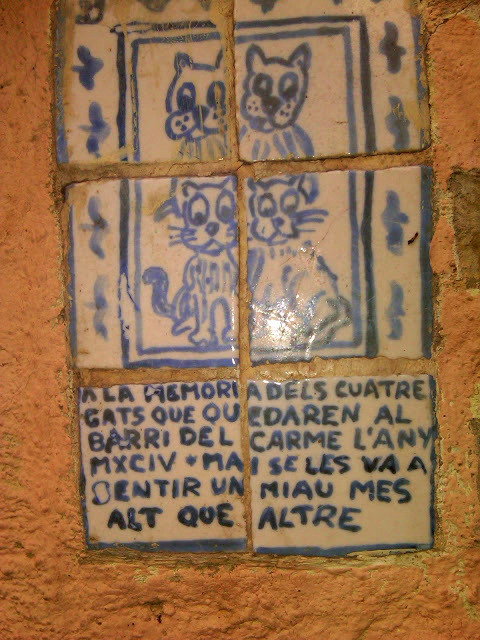
Inscripció de l'homenatge d'Alfonso Yuste

## Història
Es coneix que l'escultor Alfonso Yuste Navarro va realitzar aquesta escultura en l'any 2003 homenatjant "els quatre gats", tal com reprodueix la inscripció. Aquesta inscripció fa referència a una llegenda sobre "els quatre gats", atès que en l'any 1094, època del Cid Campeador, els catòlics tenien la creença que el gat era un animal de l'altre món, diabòlic, així com portador de mala sort. Una de les missives del Cid va ser la d'executar la desaparició de tots els gats de la València d'aquella època (Balansiya), després de la conquesta de la Taifa aquest mateix any. Així, doncs, es diu, que van quedar quatre gats d'aquell succés.